# Robert Lussac
Robert Lussac (Robert, Guillaume, Laurent Timmermans), né à Anvers le 6 juillet 1902 et mort à Deurne, en Belgique, le 5 décembre 1987 est un acteur, metteur en scène, réalisateur, scénariste et producteur de cinéma belge.
On le connait également sous le pseudonyme de Bob Storm. Il fut l'un des piliers du Théâtre national de Belgique.

## Filmographie
- 1944 : Soldats sans uniforme d'Émile-Georges De Meyst - Le colonel
- 1945 : Baraque n° 1 d'Émile-Georges De Meyst - Raymond Bourdin (également scénariste)
- 1945 : Barak 1 de Robert Lussac et Émile-Georges De Meyst - Raymond Bourdin - version néerlandaise du film précédent dont il est également le scénariste
- 1946 : Le Pèlerin de l'enfer de Henri Schneider - Le père Damiaan (également scénariste et producteur)
- 1946 : L'Amour autour de la maison de Pierre de Hérain - Le docteur Coulon (également coproducteur)
- 1947 : Le Mannequin assassiné de Pierre de Hérain - Malaise (coproducteur)
- 1948 : Marlène de Pierre de Hérain - Le commissaire
- 1949 : L'Inconnue n°13 de Jean-Paul Paulin - Marco
- 1949 : Un certain monsieur de Yves Ciampi - Hector
- 1949 : On n'aime qu'une fois de Jean Stelli - Le professeur Trousselier
- 1949 : Voyage à trois de Jean-Paul Paulin - Poulot
- 1949 : L'Auberge du péché de Jean de Marguenat - Le juge
- 1950 : Folie douce de Jean-Paul Paulin
- 1950 : Mystère à Shanghai de Roger Blanc - Maloise
- 1951 : La Vie chantée de Noël-Noël - Le châtelain
- 1951 : Capitaine Ardant d'André Zwoboda - Le caïd Si Kébir
- 1951 : Le Banquet des fraudeurs de Henri Storck - Smokkelaar
- 1952 : Monsieur Leguignon lampiste de Maurice Labro - Le troisième président du tribunal
- 1952 : Seul au monde de René Chanas
- 1952 : Brelan d'as de Henri Verneuil
- 1953 : Ouvert contre X de Richard Pottier - Le Mesles
- 1953 : Le Nuage atomique de Charles Dekeukeleire, Antoine Allard et Armand Bachelier - Le pasteur
- 1954 : 't is wreed in de wereld (Le monde est terrible) de Joris Diels - Von Peborg (également coscénariste et coproducteur)
- 1956 : De klucht van de brave moordenaar (La Farce du gentil assassin) de Jef Bruyninckx - Bril
- 1959 : Vive le duc ! de Michel Romanof, Jean-Claude Landier et Pierre Levie
- 1959 : L'Affaire Courtois de Louis Boxus
- 1960 : La Tricheuse d'Émile-Georges De Meyst - Le peintre
- 1971 : La Maison sous les arbres de René Clément
- 1971 : Malpertuis de Harry Kümel - Griboin
- 1973 : Le Far West de Jacques Brel
- 1973 : De lucht zuiver ... maar wij ook de Robert Lussac et Romain Deconinck (coréalisateur)
- 1974 : Bij tante Wanne de Robert Lussac et Romain Deconinck (coréalisateur)
- 1975 : De komst van Joachim Stiller de Harry Kümel
- 1977 : Het souper der kardinalen de Robert Lussac et Antonin Stevens - Le cardinal Gonzague de Castro
- 1978 : Gejaagd door de winst (Autant en emporte l'argent) de Robbe De Hert et Guido Henderickx
- 1979 : De grens de Bobby Eerhart (court métrage)
- 1980 : De Witte van Sichem (Filasse) de Robbe De Hert

## Théâtre
- 1962 : Frank V de Friedrich Dürrenmatt, mise en scène Georges Vitaly, Théâtre national de Belgique